# ブルサ
ブルサ（Bursa）はトルコ北西部の都市。ブルサ県の県都で大都市自治体。人口は約234万人。トルコ第4の都市。スキー場で知られるウルダー山 (Uludağ, 2,443m) の山麓に位置し、市内に公園などの緑が多く残されていることから、「緑のブルサ（Yeşil Bursa）」との異名を持つ。2012年以降のブルサ大都市自治体はブルサ県と同一の範囲となっている。

## 歴史
この地にあった古代の都市キオス（en:Cius）が、紀元前202年にマケドニア王ピリッポス5世からビテュニア王プルシアス1世に与えられ、その名にちなんでプルサ（Prusa）と名づけられたといわれる。
シルクロードの西端の都市として繁栄した。1326年から1365年までオスマン帝国の首都が置かれていたため、オスマン帝国初期のスルタンたちの廟が残る。首都がエディルネに移った後も帝国にとって重要な都市であり、後にヒュダーヴェンディギャール州の州都となった。
イスケンデル・ケバブ（ヨーグルトをかけて食べるケバブ）の発祥の地でもある。
1987年に大都市自治体に指定され、オスマンガズィ、ユルドゥルム、ニリュフェルの3つの区が設置された。2004年に指定範囲は知事室周囲半径30キロメートルまでに拡大した。2012年の大都市自治体の指定範囲の拡大により、ブルサ県全域に広がった。

## 地理
ブルサはトルコの北西部、マルマラ海とアナトリア高原の間の盆地にある。マルマラ海から内陸に約20キロメートル、ウルダー山（ウル山）の麓に位置する。

## 気候
ケッペンの気候区分では地中海性気候に区分され、冬季は曇りや雨が多く、夏は高温乾燥し、日照時間も長い。夏は昼間は暑いものの、朝晩は非常に涼しく快適な気候である。
| ブルサ (1950 - 2014)の気候                 | ブルサ (1950 - 2014)の気候 | ブルサ (1950 - 2014)の気候 | ブルサ (1950 - 2014)の気候 | ブルサ (1950 - 2014)の気候 | ブルサ (1950 - 2014)の気候 | ブルサ (1950 - 2014)の気候 | ブルサ (1950 - 2014)の気候 | ブルサ (1950 - 2014)の気候 | ブルサ (1950 - 2014)の気候 | ブルサ (1950 - 2014)の気候 | ブルサ (1950 - 2014)の気候 | ブルサ (1950 - 2014)の気候 | ブルサ (1950 - 2014)の気候 |
| 月                                         | 1月                        | 2月                        | 3月                        | 4月                        | 5月                        | 6月                        | 7月                        | 8月                        | 9月                        | 10月                       | 11月                       | 12月                       | 年                         |
| ------------------------------------------ | -------------------------- | -------------------------- | -------------------------- | -------------------------- | -------------------------- | -------------------------- | -------------------------- | -------------------------- | -------------------------- | -------------------------- | -------------------------- | -------------------------- | -------------------------- |
| 最高気温記録 °C （°F）                     | 23.8 (74.8)                | 26.9 (80.4)                | 32.0 (89.6)                | 36.2 (97.2)                | 36.5 (97.7)                | 41.3 (106.3)               | 43.8 (110.8)               | 42.2 (108)                 | 38.9 (102)                 | 37.3 (99.1)                | 31.0 (87.8)                | 27.3 (81.1)                | 43.8 (110.8)               |
| 平均最高気温 °C （°F）                     | 9.6 (49.3)                 | 10.9 (51.6)                | 13.7 (56.7)                | 18.8 (65.8)                | 23.7 (74.7)                | 28.4 (83.1)                | 30.8 (87.4)                | 30.9 (87.6)                | 27.1 (80.8)                | 21.7 (71.1)                | 16.3 (61.3)                | 11.7 (53.1)                | 20.3 (68.54)               |
| 日平均気温 °C （°F）                       | 5.4 (41.7)                 | 6.3 (43.3)                 | 8.4 (47.1)                 | 12.8 (55)                  | 17.5 (63.5)                | 22.1 (71.8)                | 24.6 (76.3)                | 24.2 (75.6)                | 20.1 (68.2)                | 15.2 (59.4)                | 10.7 (51.3)                | 7.4 (45.3)                 | 14.56 (58.21)              |
| 平均最低気温 °C （°F）                     | 1.7 (35.1)                 | 2.2 (36)                   | 3.6 (38.5)                 | 7.2 (45)                   | 11.2 (52.2)                | 14.9 (58.8)                | 17.1 (62.8)                | 17.1 (62.8)                | 13.5 (56.3)                | 9.9 (49.8)                 | 6.0 (42.8)                 | 3.6 (38.5)                 | 9 (48.22)                  |
| 最低気温記録 °C （°F）                     | −19.2 (−2.6)               | −16.8 (1.8)                | −10.5 (13.1)               | −3.1 (26.4)                | 0.9 (33.6)                 | 4.0 (39.2)                 | 9.0 (48.2)                 | 8.6 (47.5)                 | 4.4 (39.9)                 | −1.0 (30.2)                | −5.4 (22.3)                | −16.3 (2.7)                | −19.2 (−2.6)               |
| 降水量 mm （inch）                         | 87.1 (3.429)               | 74.5 (2.933)               | 69.8 (2.748)               | 63.2 (2.488)               | 44.7 (1.76)                | 33.8 (1.331)               | 15.5 (0.61)                | 15.9 (0.626)               | 39.1 (1.539)               | 68.2 (2.685)               | 79.0 (3.11)                | 105.0 (4.134)              | 695.8 (27.393)             |
| 平均降水日数                               | 14.8                       | 13.1                       | 12.8                       | 11.4                       | 8.5                        | 5.9                        | 3.1                        | 3.0                        | 5.2                        | 9.2                        | 11.3                       | 14.2                       | 112.5                      |
| 平均月間日照時間                           | 111.6                      | 90.4                       | 127.1                      | 162.0                      | 232.5                      | 285.0                      | 325.5                      | 313.1                      | 228.0                      | 167.4                      | 123.0                      | 111.6                      | 2,277.2                    |
| 日照率                                     | 37.4                       | 30.1                       | 34.4                       | 40.7                       | 52.0                       | 63.3                       | 71.3                       | 73.5                       | 61.0                       | 48.4                       | 41.2                       | 38.6                       | 49.33                      |
| 出典：Turkish State Meteorological Service |                            |                            |                            |                            |                            |                            |                            |                            |                            |                            |                            |                            |                            |

## 行政区画
ブルザ大都市自治体には17の下位自治体がある。県庁所在地はオスマンガズィ。

## 経済
繊維産業や食品加工などが盛ん。また、トルコ国内の自動車産業の中心地であり、トファシュやオヤック・ルノーの工場がある。

## 交通

### 空港
- ブルサ・イェニシェヒル空港（トルコ語版）

### 市内交通
- ブルサライ
- ブルトラム

### ゴンドラ
- Bursa Uludağ Gondola

## 教育
- Bursa Uludağ University
- Bursa Technical University
- Bursa Orhangazi University

## スポーツ
- ブルサスポル

## 施設

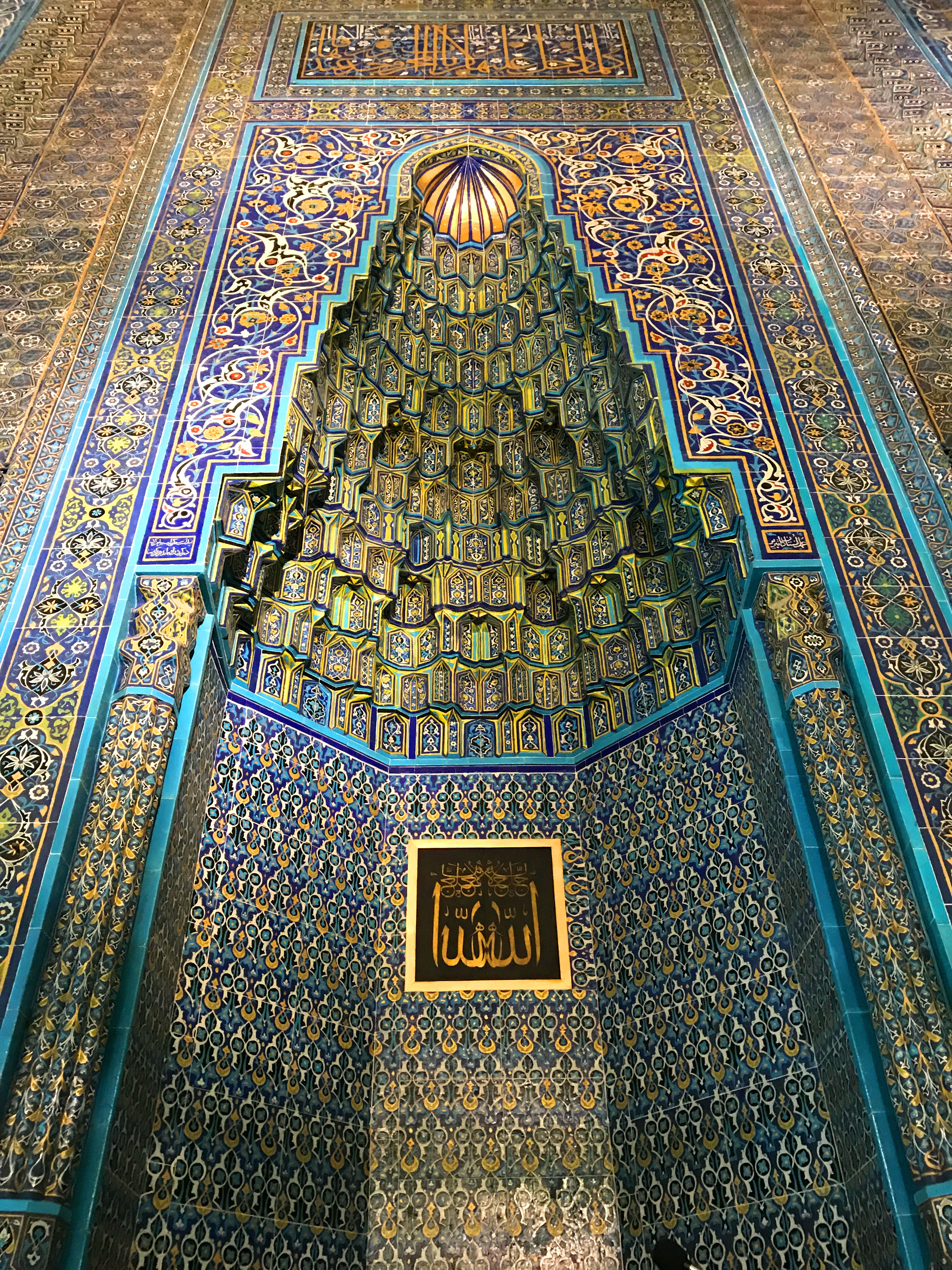
イェシル・モスク

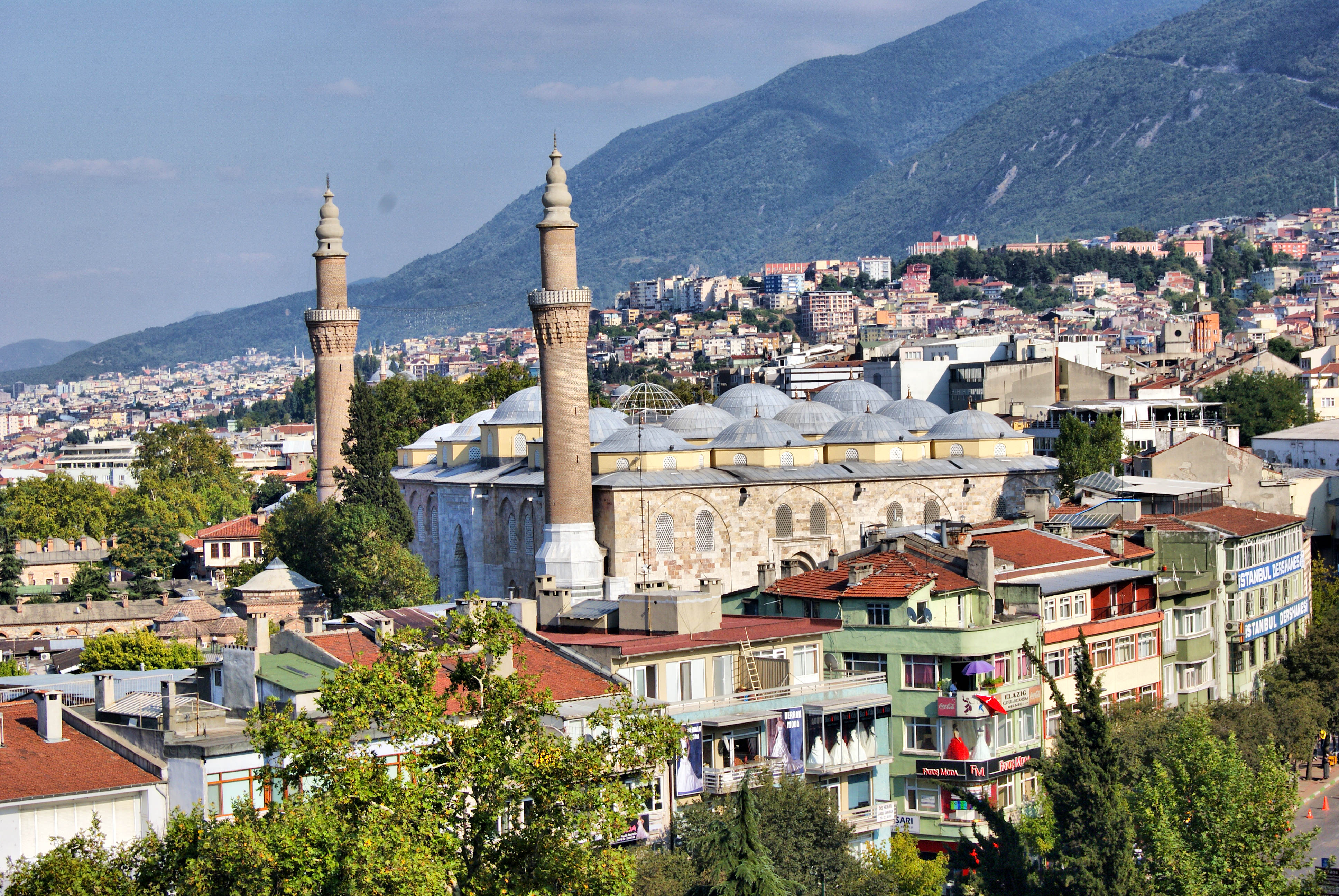
ウル・ジャーミィ

- イェシル・モスクウル・ジャーミィ（英語版） (Ulu Camii) - ブルサの大モスク
- イェシル・ジャーミィ（英語版） (Yeşil Camii) - 緑のモスク
- ブルサ考古学博物館（英語版）

## 画廊

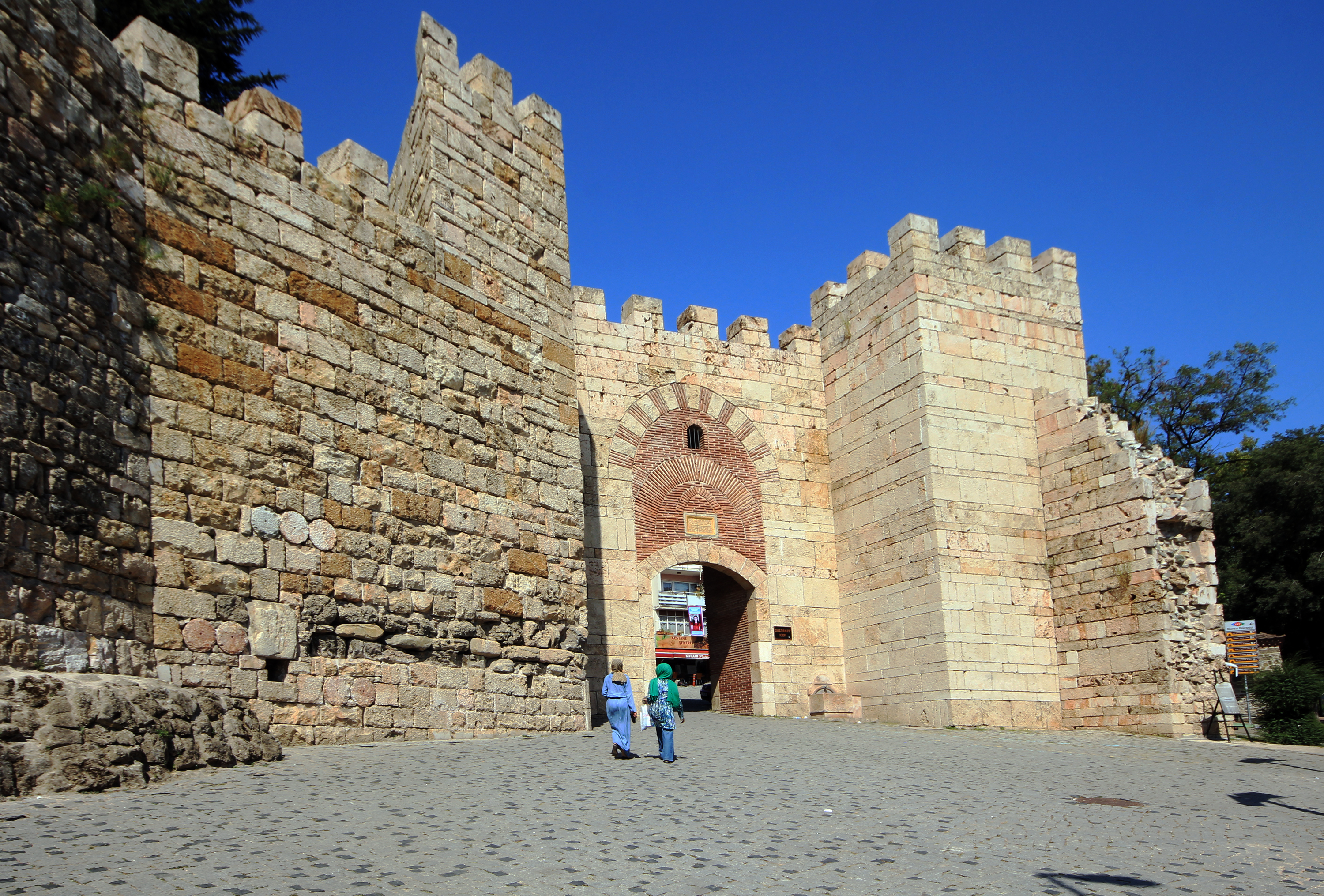
ブルサ城塞正門
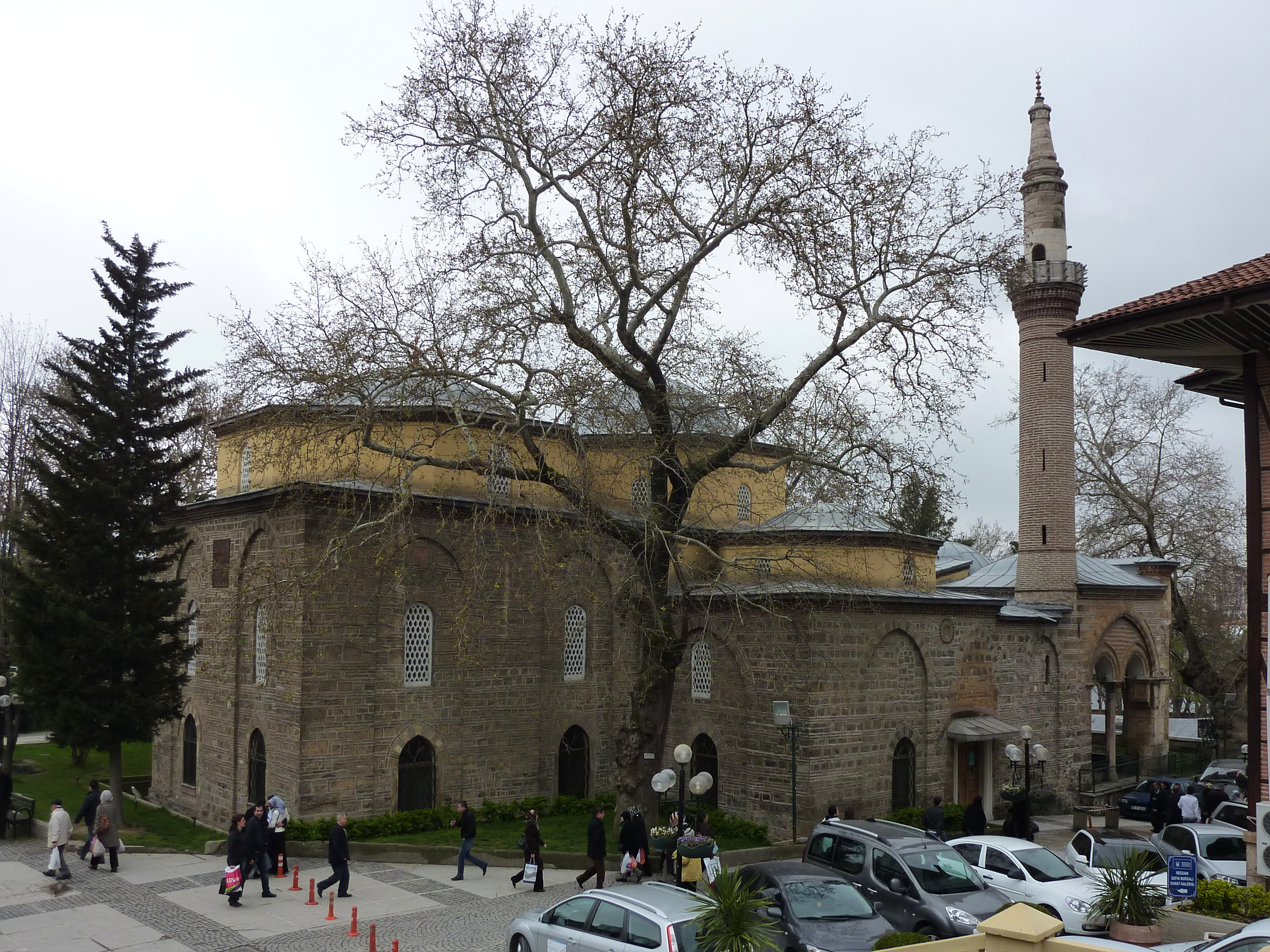
オルハン・ガジ・モスク
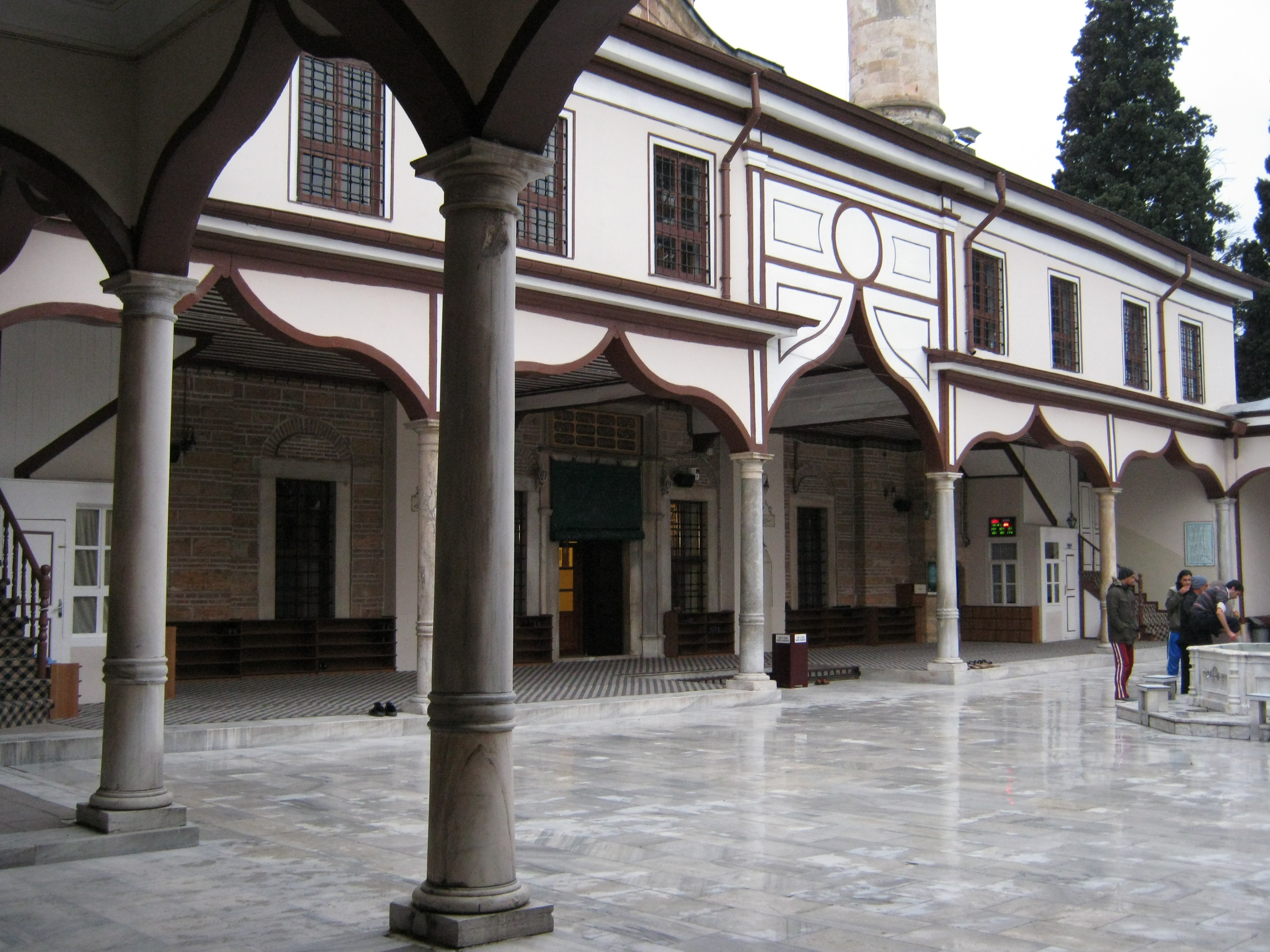
首長スルタン・モスク
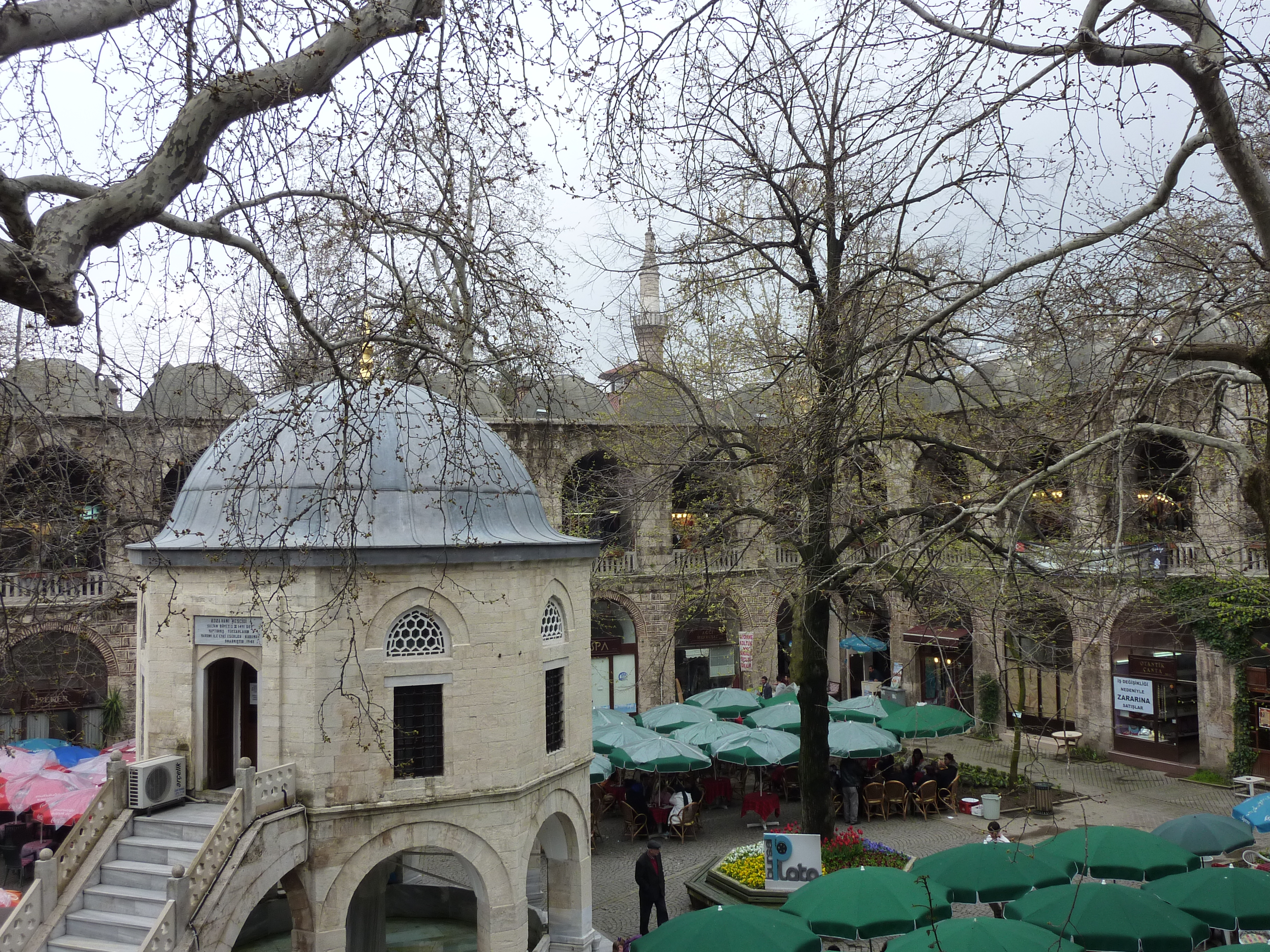
ブルサのコザ・ハン
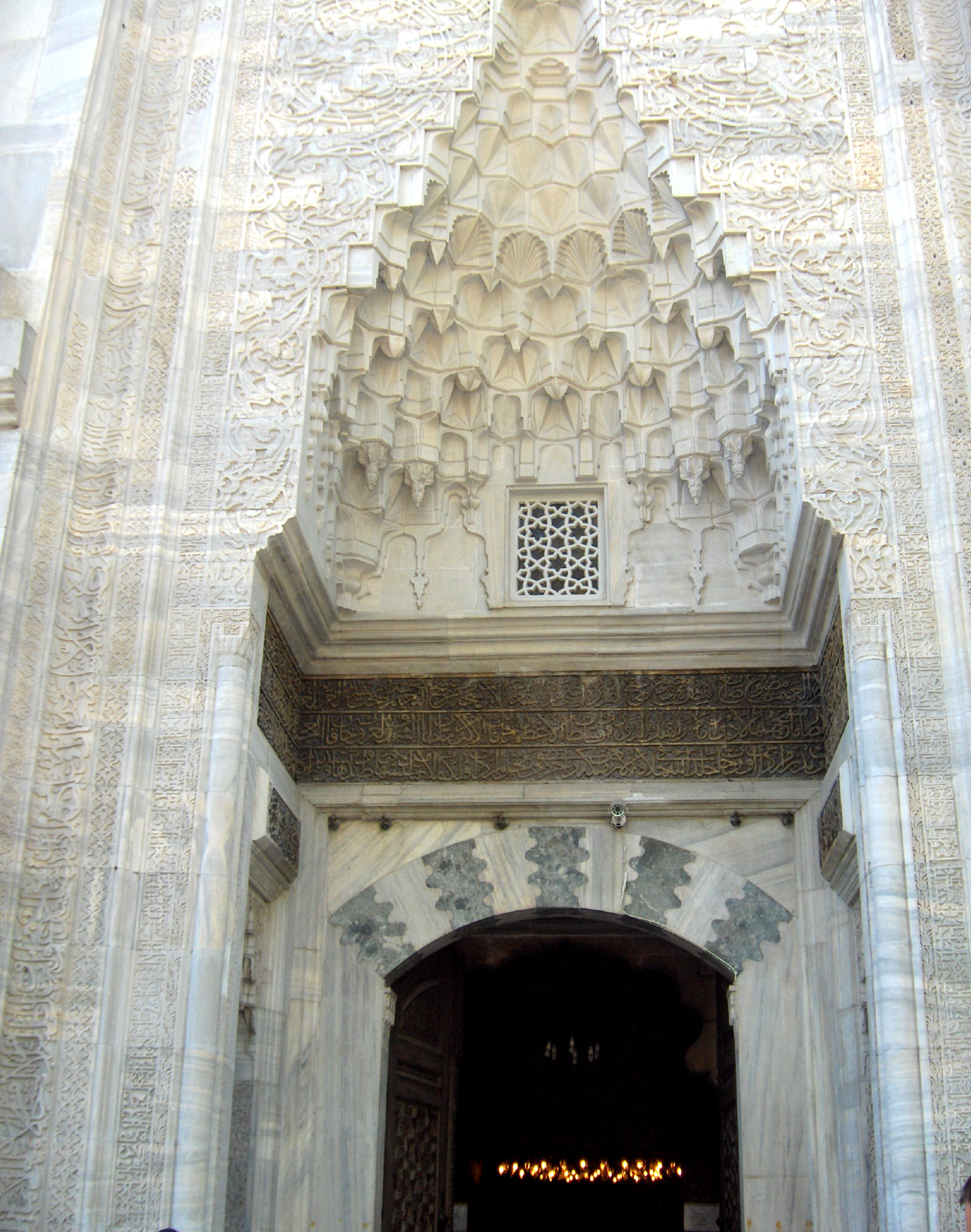
Yeşil Camiの入り口
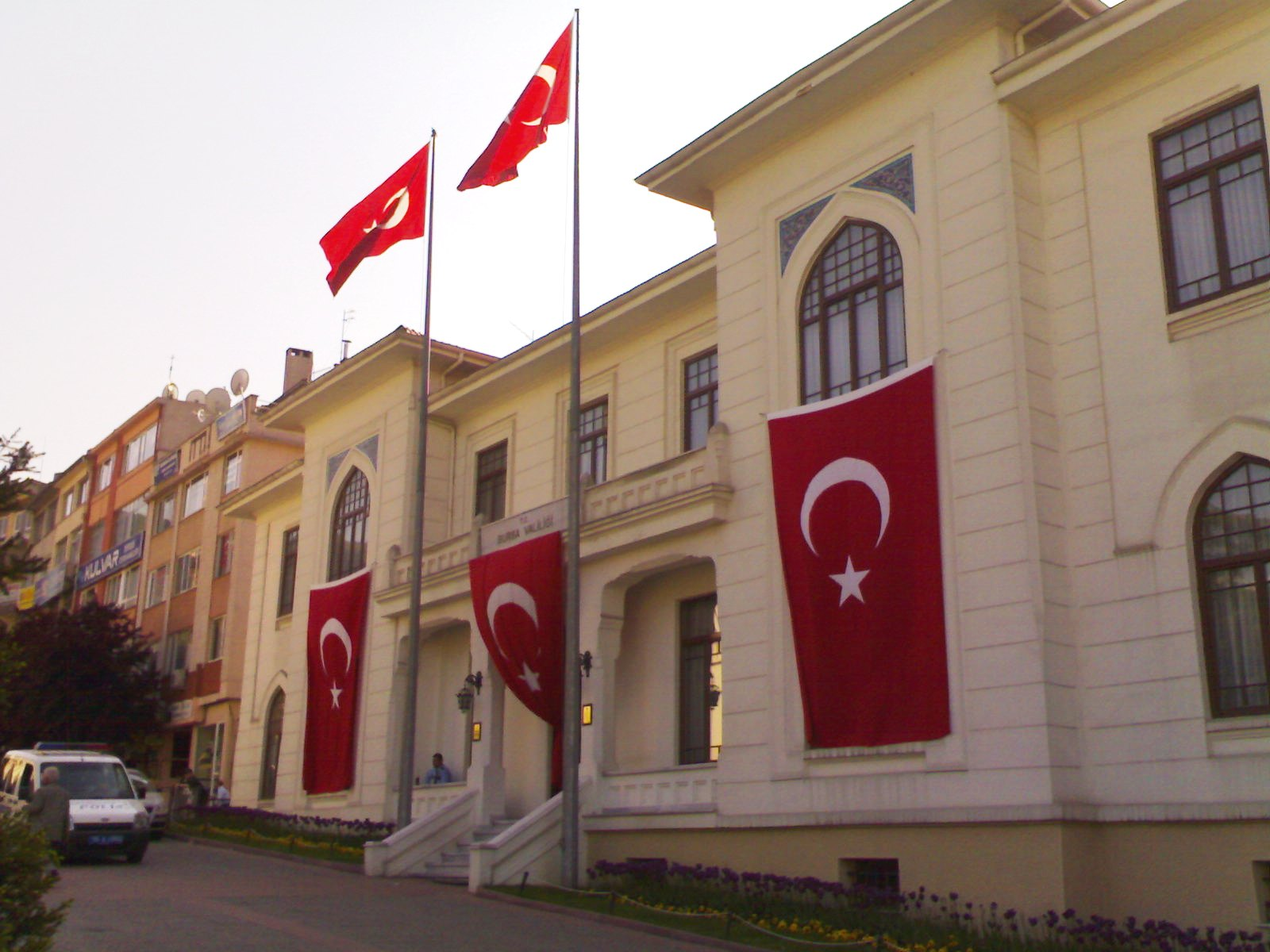
Bursaの政府
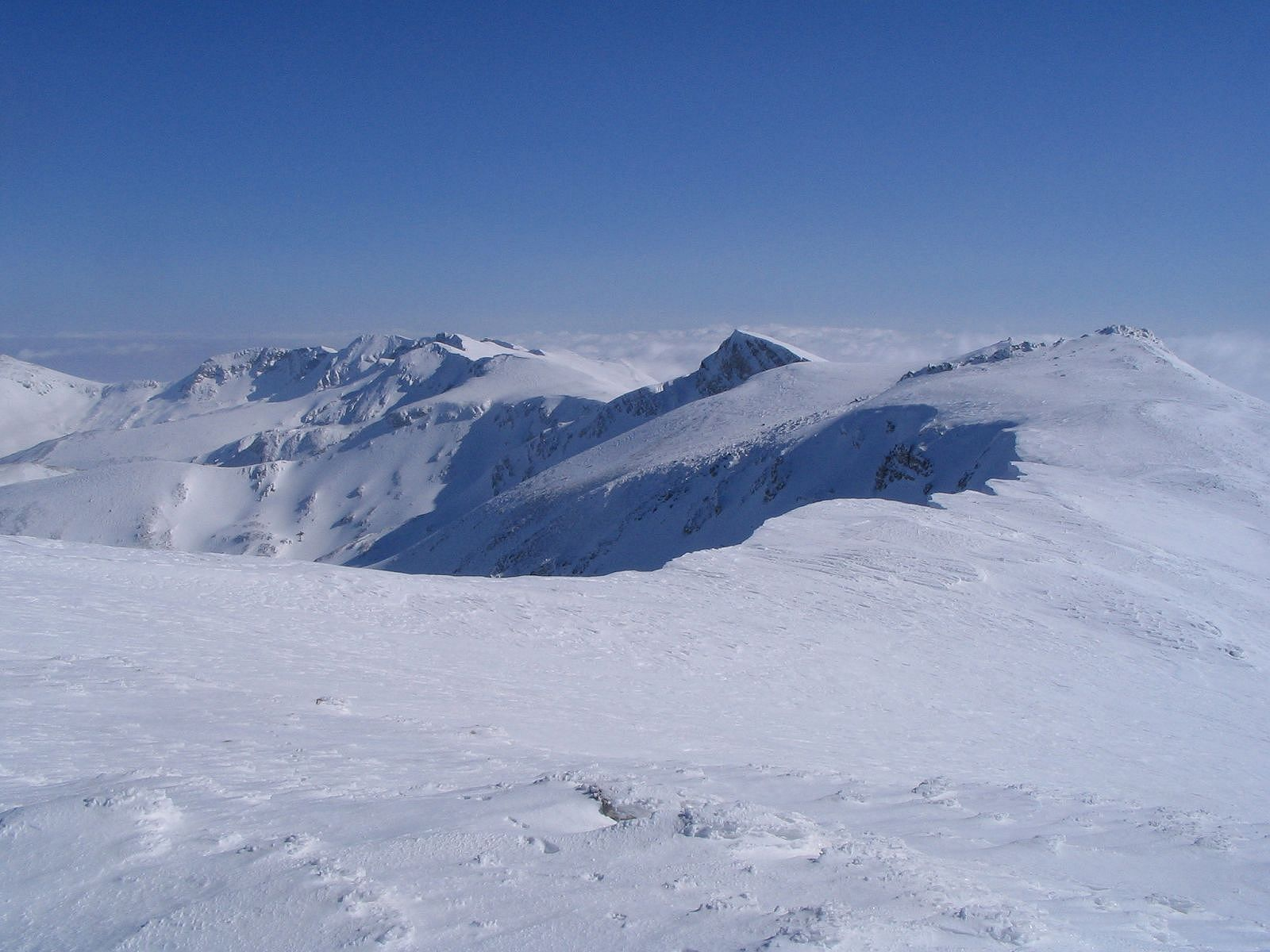
人気のスキー場
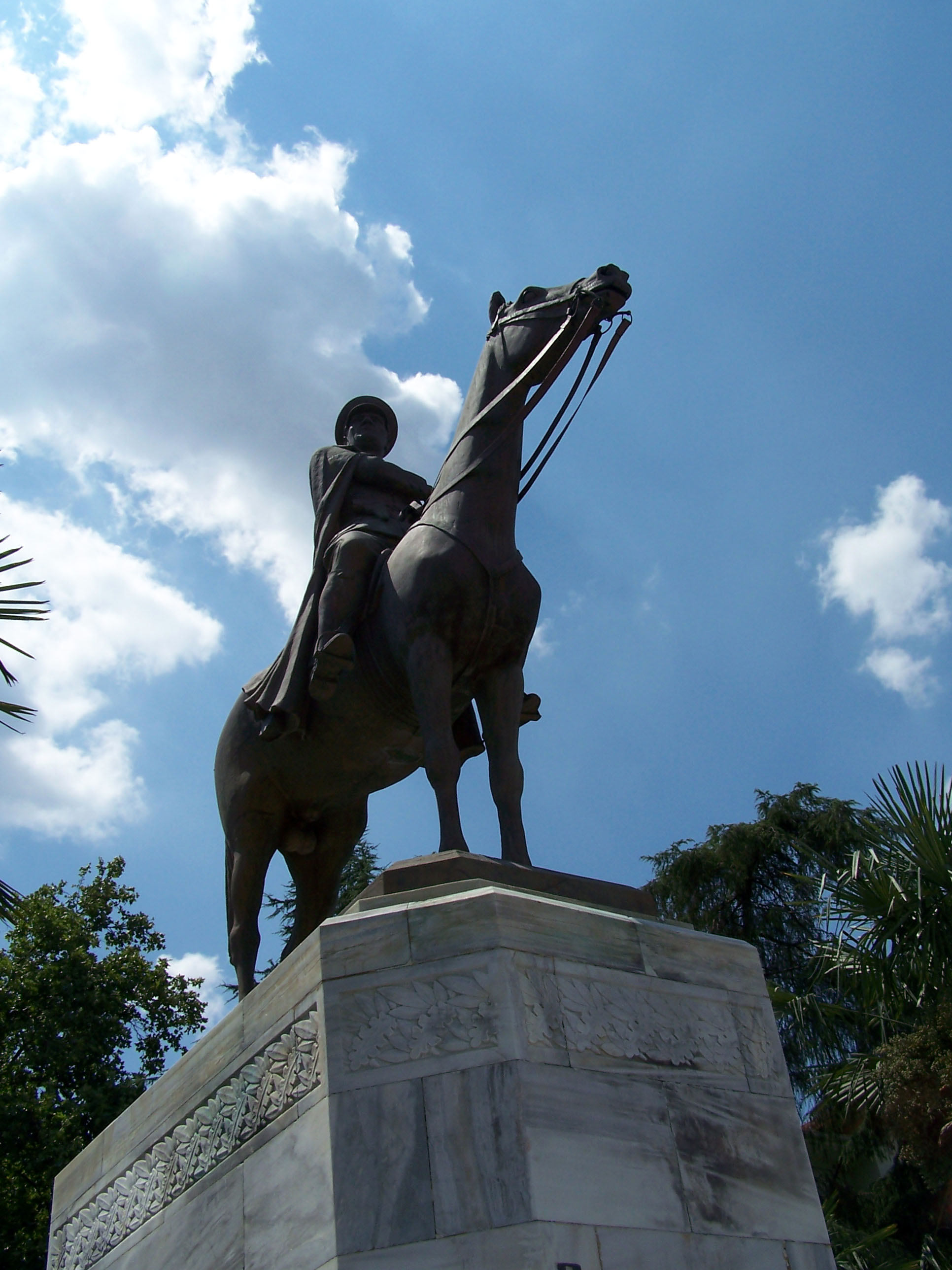
Atatürkの像
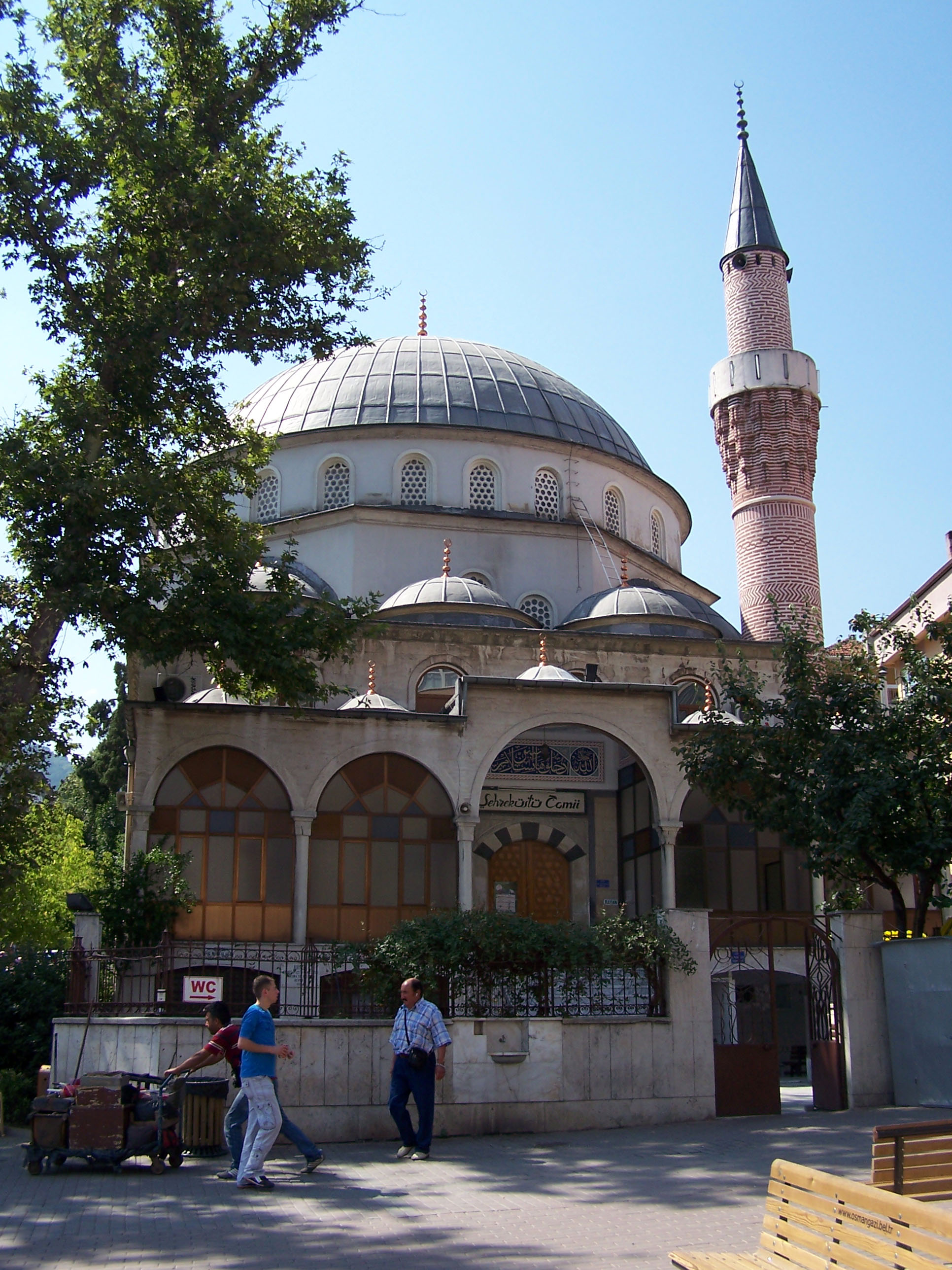
Şehreküstüモスク
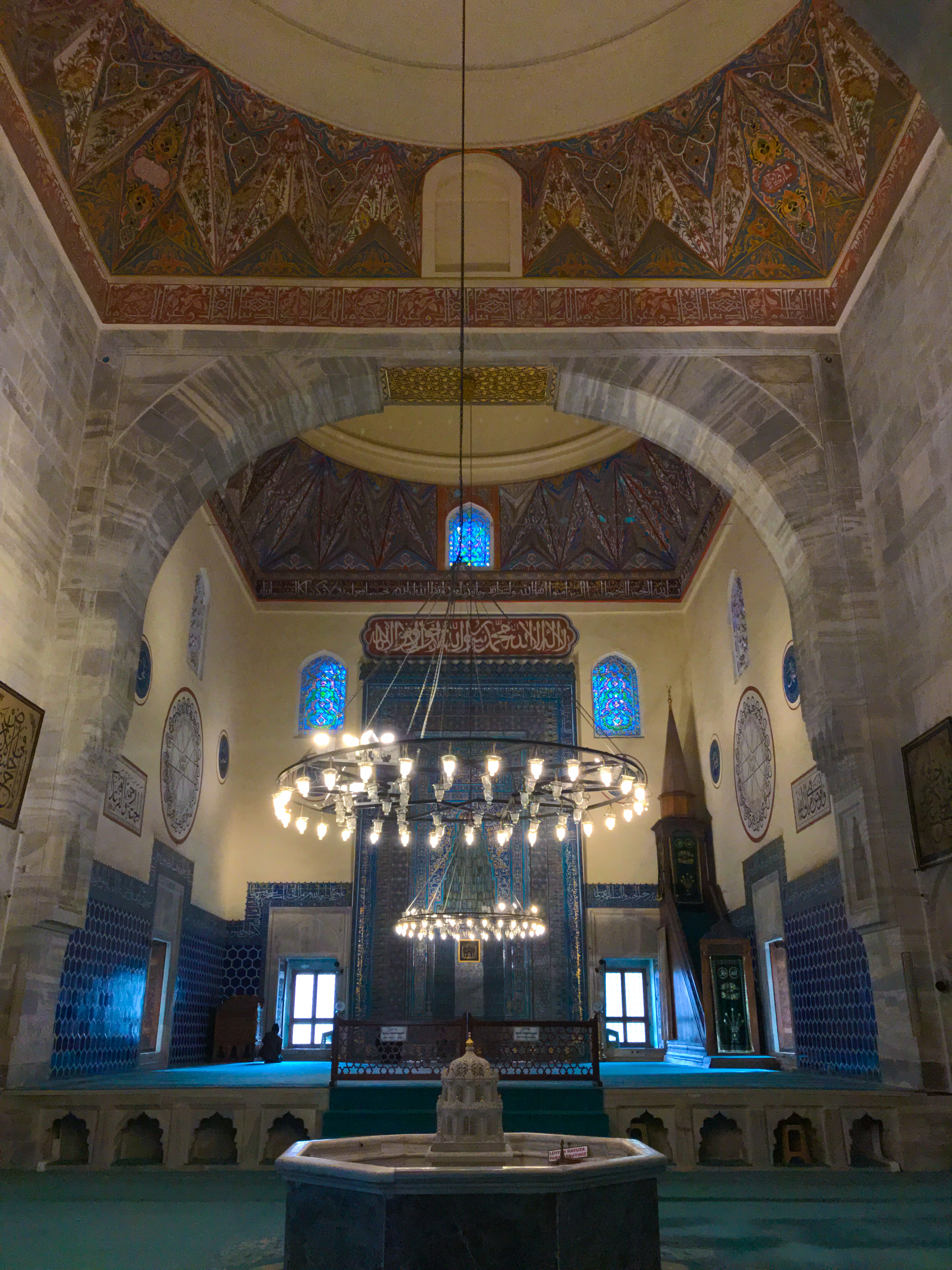
Yeşil Mosqueの内装
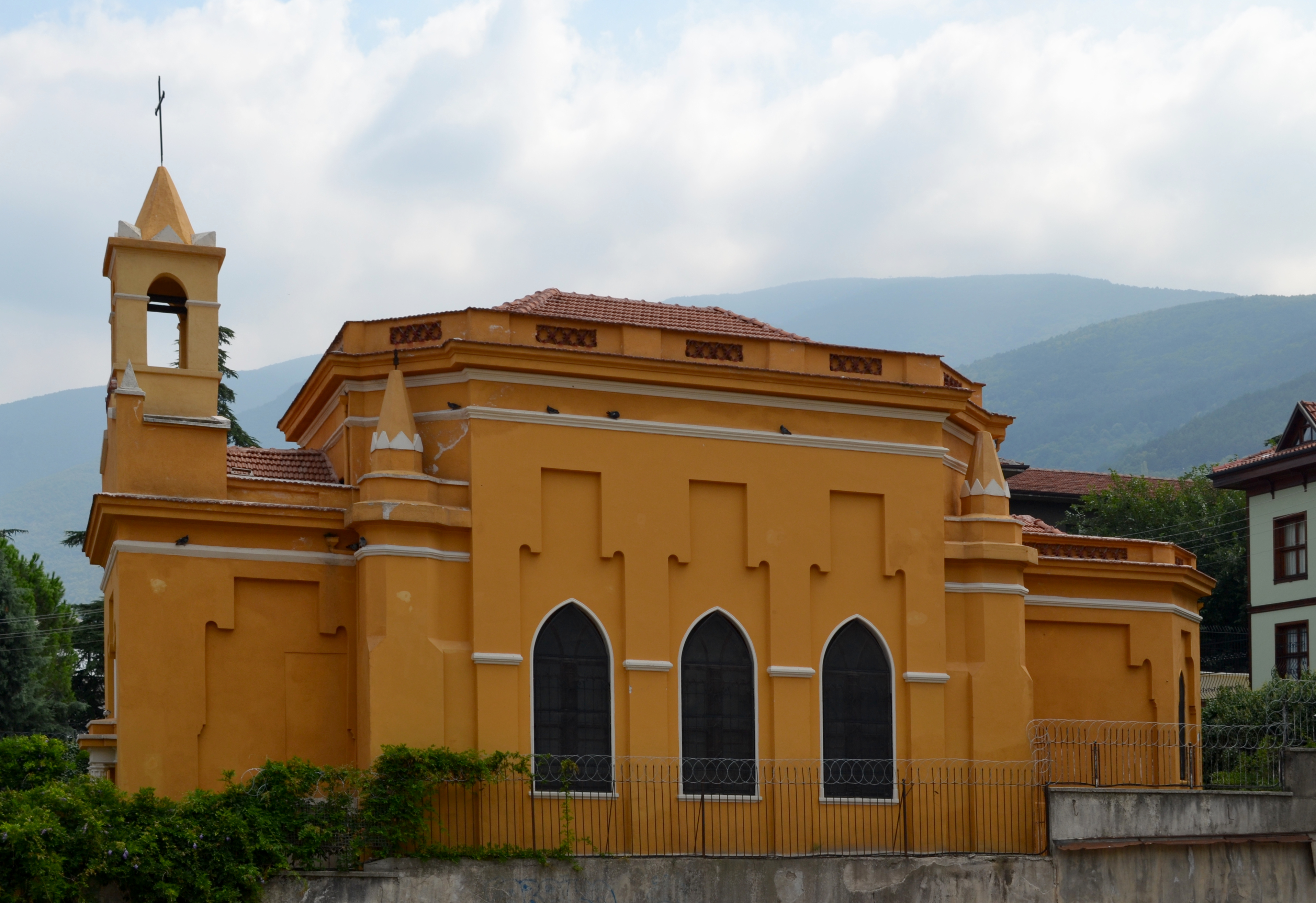
ブルサ・フランス・カトリック教会
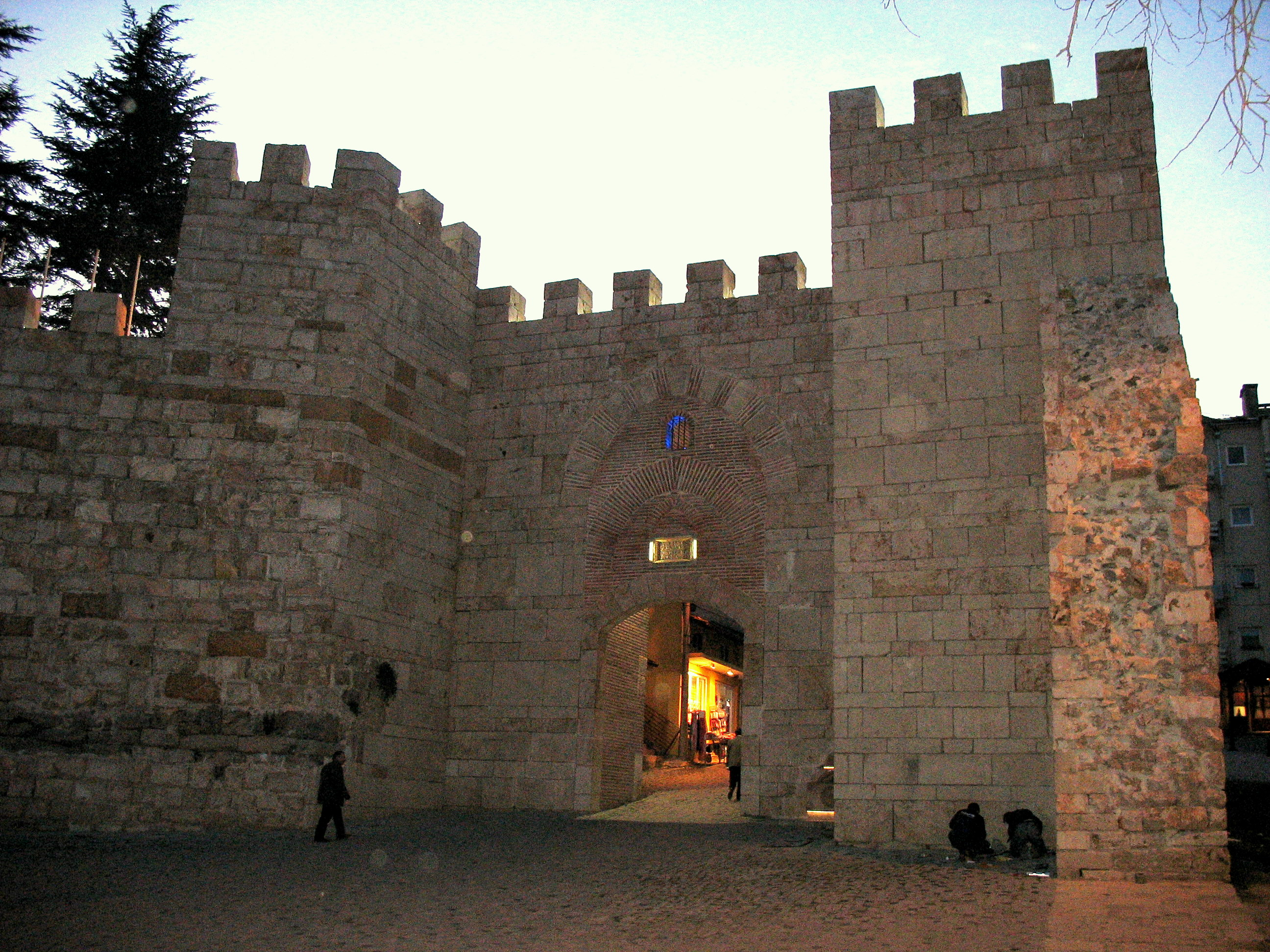
城塞正門
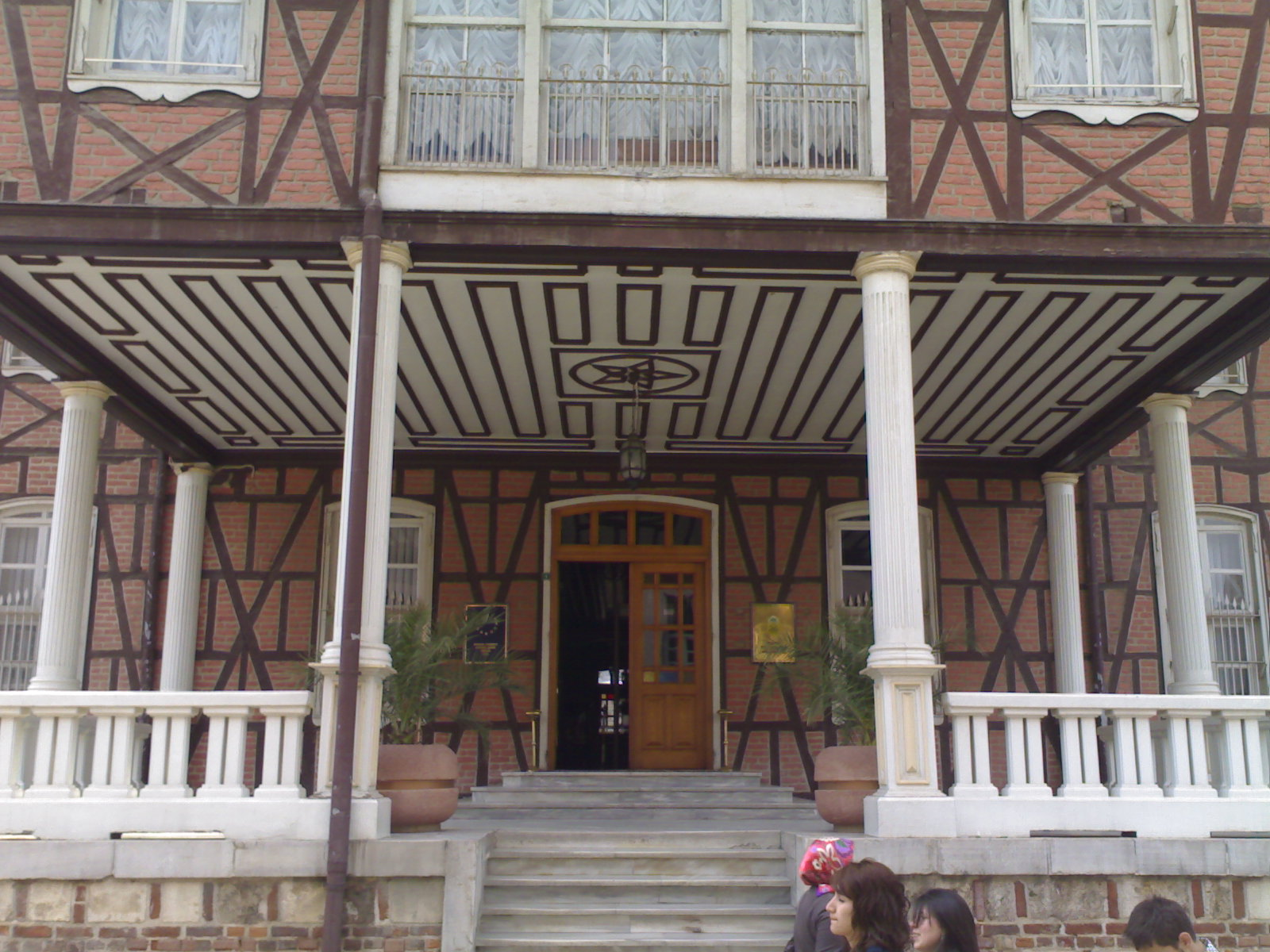
旧市庁舎
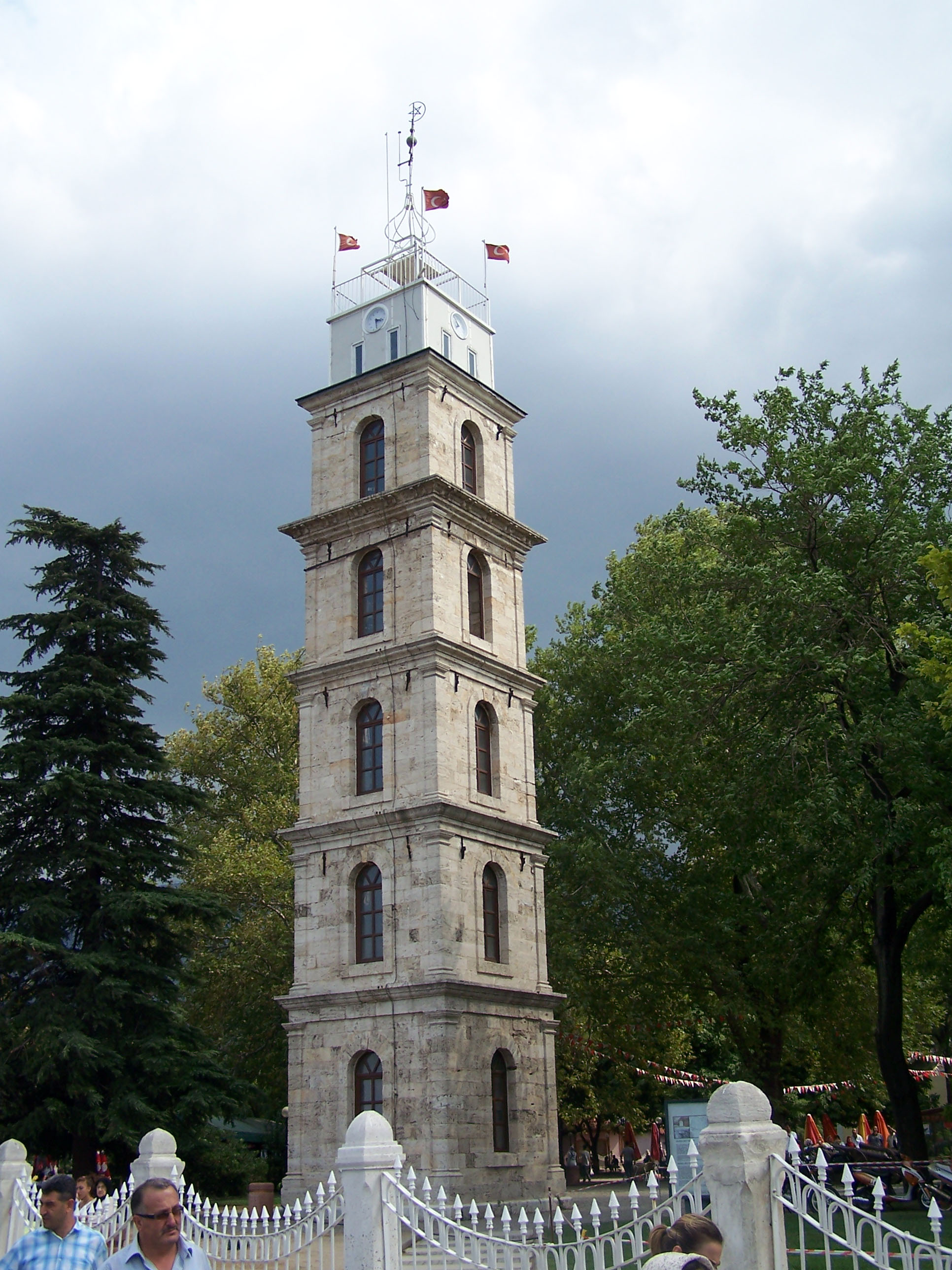
トファン時計塔
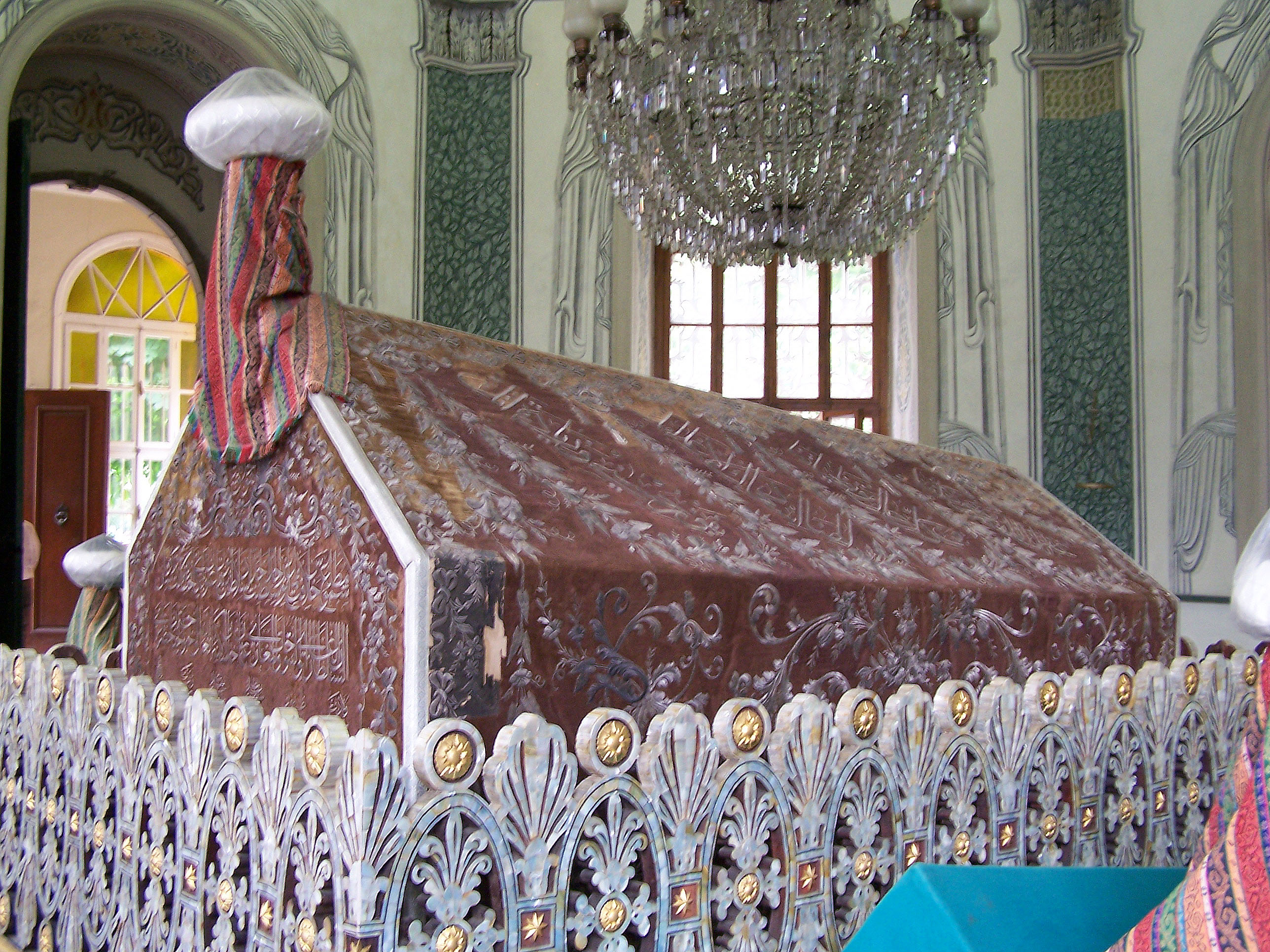
オスマン・ガジの墓
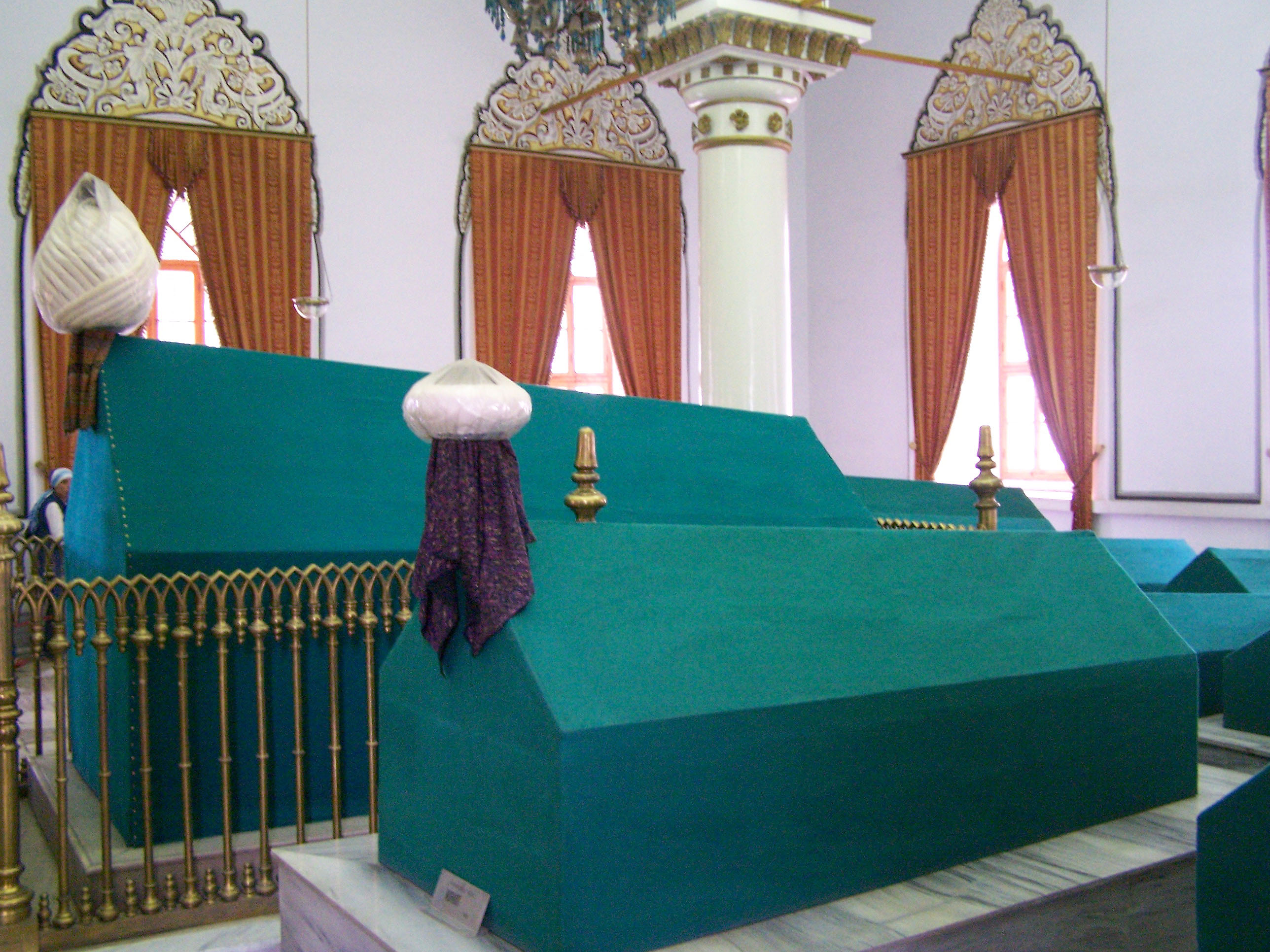
オルハン・ガジの墓
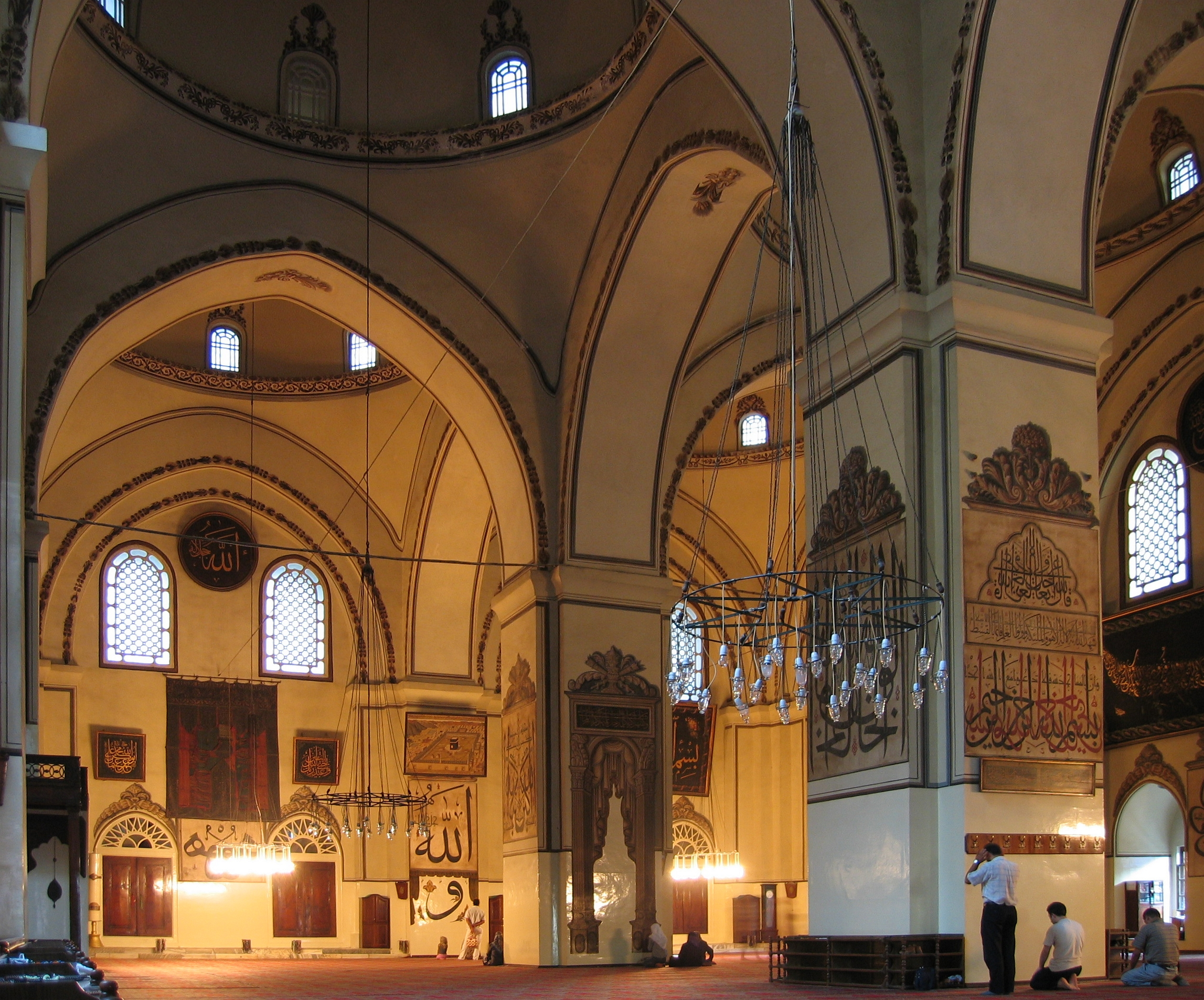
グランドモスク内装
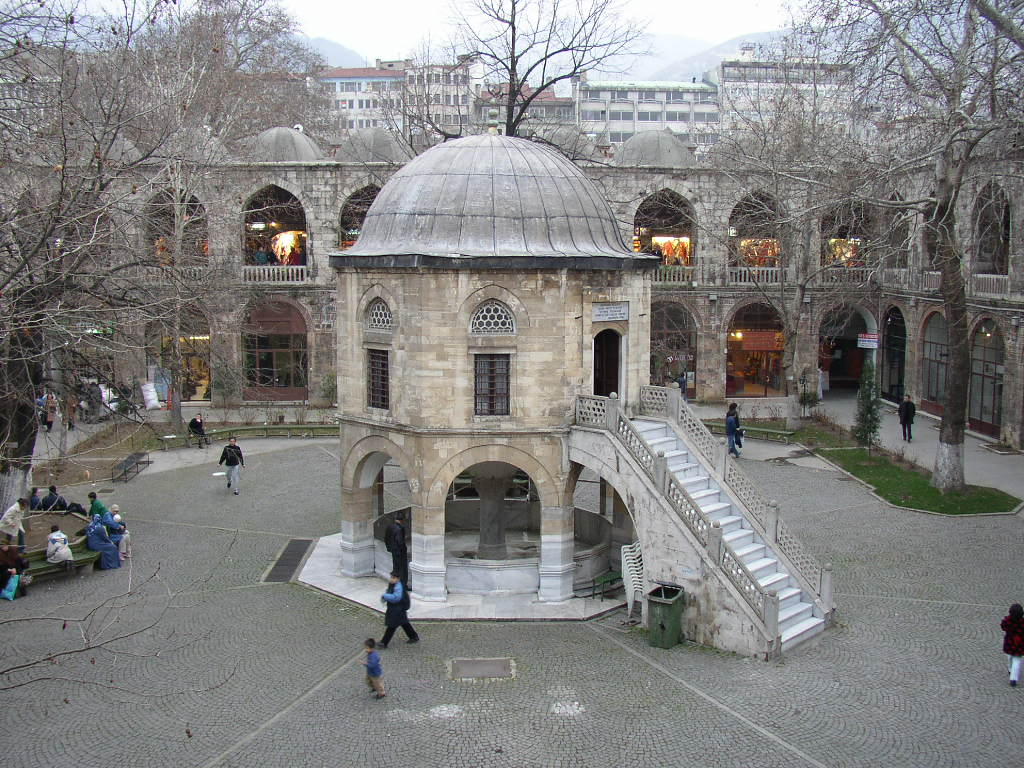
Koza Han
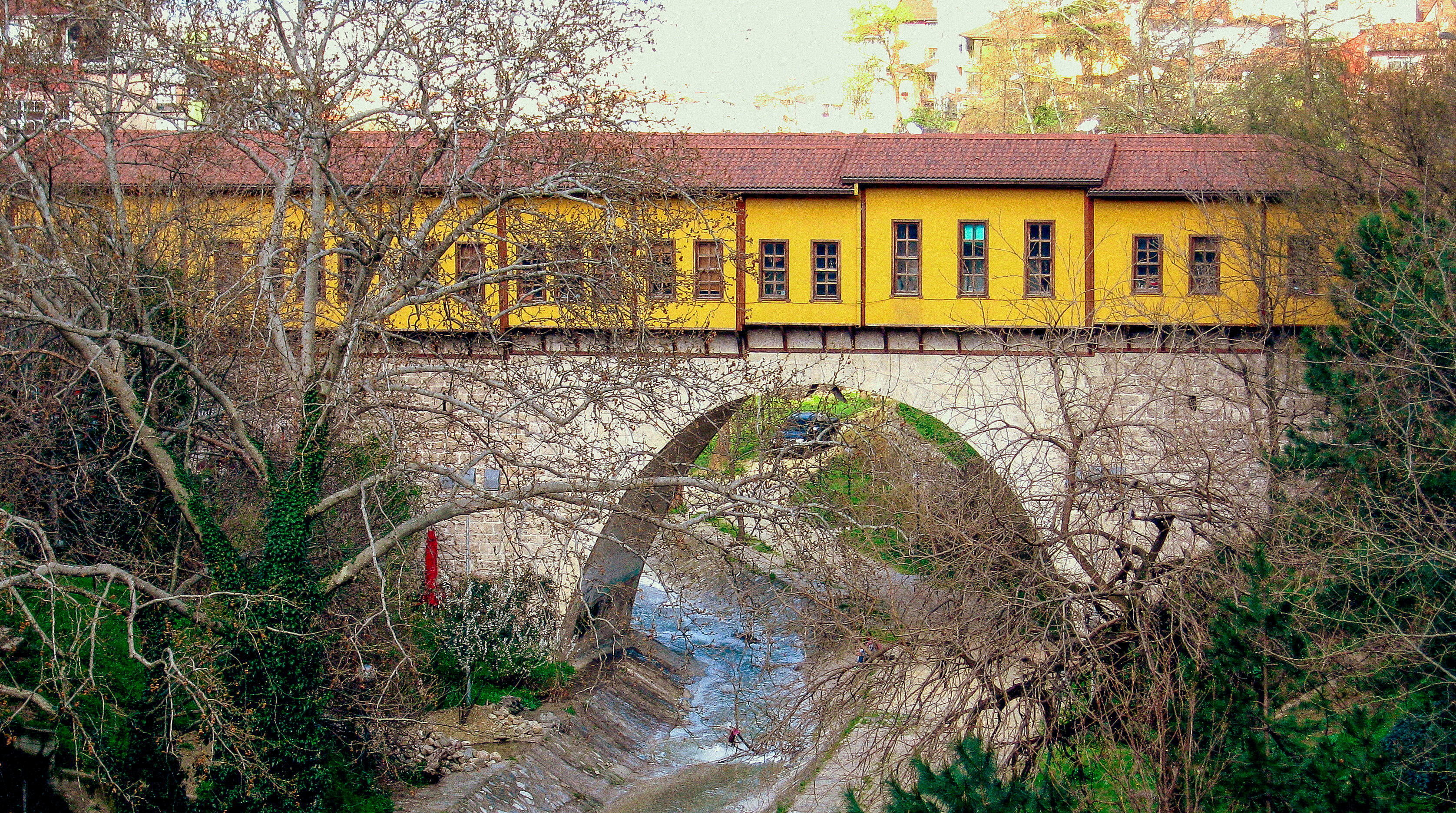
Irgandı橋
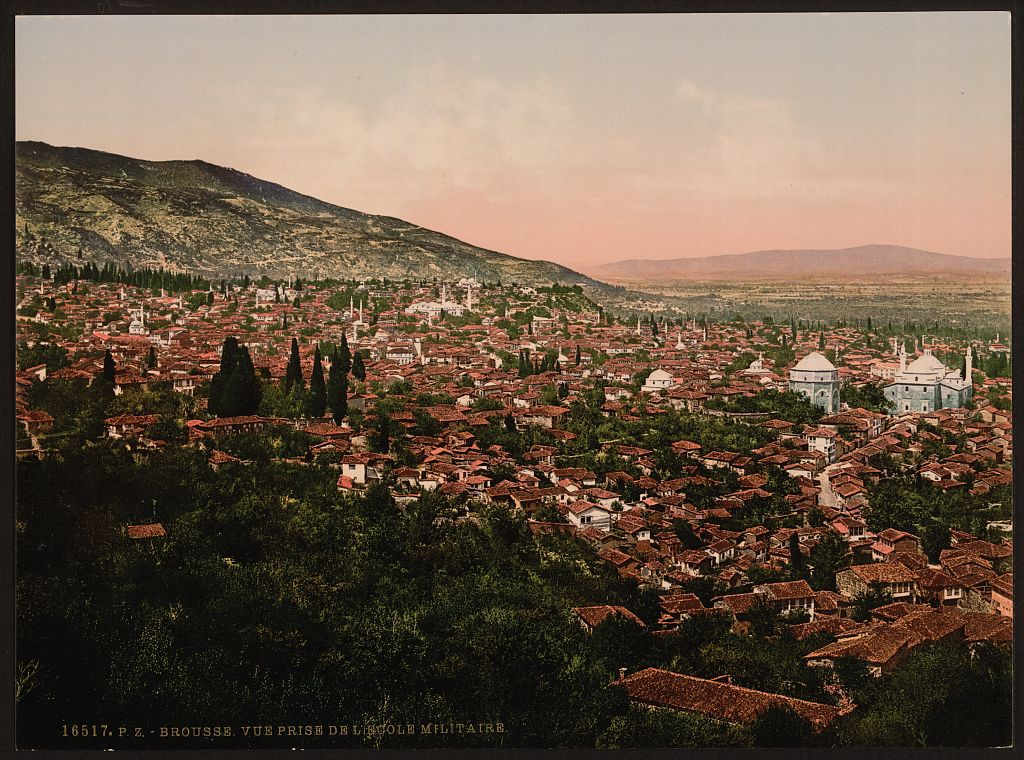
19世紀後半のブルサの街並み
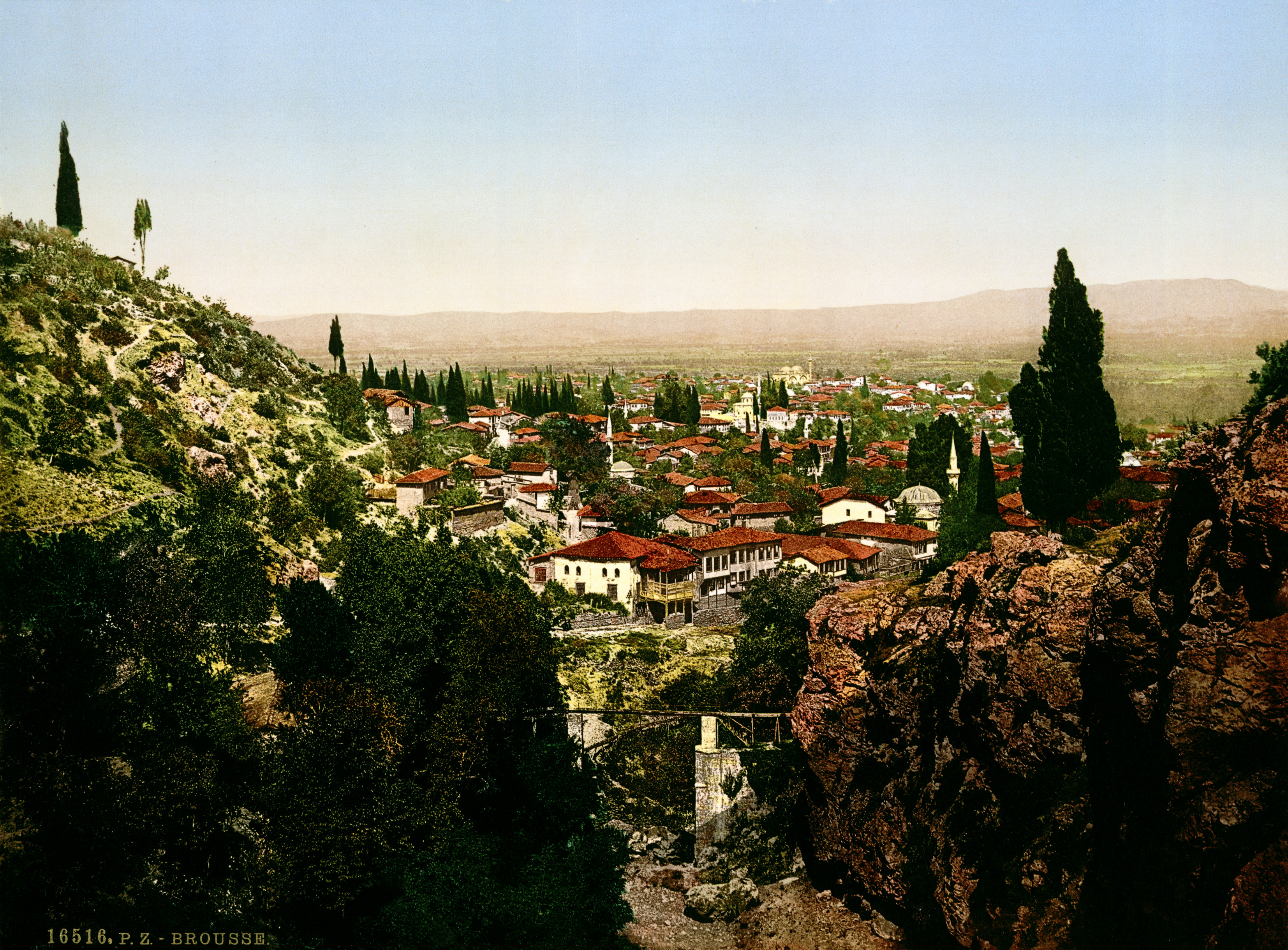
Bursa、1895年頃
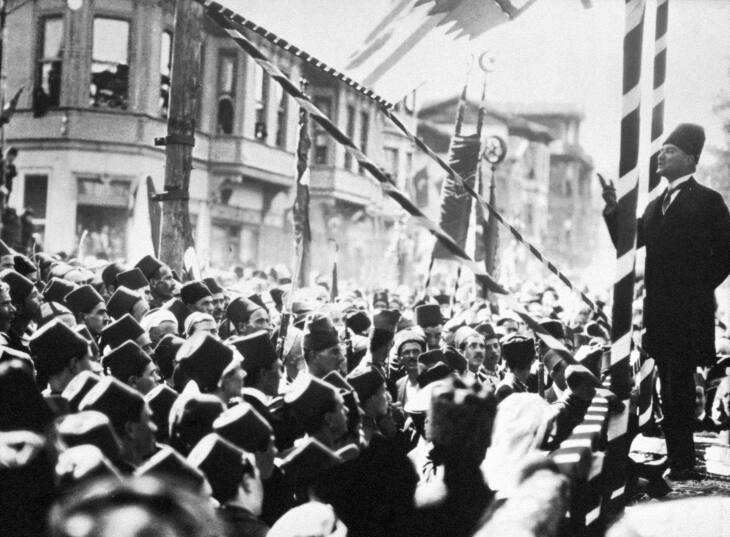
1924年、ブルサで演説を行う。
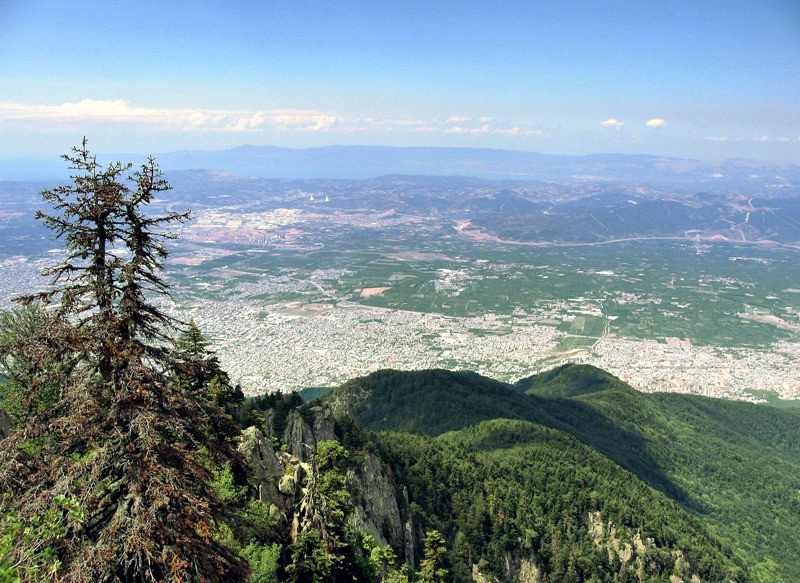
Mt.Uludağのふもとからブルサを望む。

## 世界遺産
この世界遺産は世界遺産登録基準のうち、以下の条件を満たし、登録された（以下の基準は世界遺産センター公表の登録基準からの翻訳、引用である）。
- (1) 人類の創造的才能を表現する傑作。
- (2) ある期間を通じてまたはある文化圏において、建築、技術、記念碑的芸術、都市計画、景観デザインの発展に関し、人類の価値の重要な交流を示すもの。
- (4) 人類の歴史上重要な時代を例証する建築様式、建築物群、技術の集積または景観の優れた例。
- (6) 顕著で普遍的な意義を有する出来事、現存する伝統、思想、信仰または芸術的、文学的作品と直接にまたは明白に関連するもの（この基準は他の基準と組み合わせて用いるのが望ましいと世界遺産委員会は考えている）。

## 姉妹都市
- ダルムシュタット、ドイツ
- サラエヴォ、ボスニア・ヘルツェゴビナ
- ムルターン、パキスタン
- オウル、フィンランド
- ティフィン、オハイオ州、アメリカ合衆国
- ケルアン（カイラワーン）、チュニジア
- デニズリ、トルコ
- ニコシア、キプロス（「北キプロス・トルコ共和国」側のレフコシャと姉妹都市関係にある）
- 鞍山、中華人民共和国
- ビトラ、マケドニア
- ヘルツェリヤ、イスラエル
- Ceadîr-Lunga、ガガウズ共和国、モルドバ
- クズルオルダ、カザフスタン
- マスカラ、アルジェリア
- クルムバッハ、ドイツ
- プレヴェン、ブルガリア
- プロヴディフ、ブルガリア
- ティラナ、アルバニア
- コシツェ、スロバキア
- ヴィーンヌィツャ、ウクライナ